# Santiago Bal
Santiago Bal  (Buenos Aires, 5 de enero de 1936 - Buenos Aires, 9 de diciembre de 2019) fue un actor, comediante, autor y director argentino de cine, teatro y televisión.

## Biografía
Hijo de Gregorio Bal, desempeñó diversos roles de carácter cómico asumiéndolos más como un aficionado, que como actor. Generó una cierta aceptación en gran parte del público por lo que es recordado. Se caracterizó por ser un referente en comedias teatrales con un sentido picaresco, y también por ser un importante autor y director del teatro de revistas, en las que trabajó con las grandes vedettes de la época y los consagrados capocómicos.
En cine tuvo su época de oro, actuando en películas como La guerra de los Sostenes, La casa de Madame Lulú, Las píldoras, Este loco... loco Buenos Aires, El veraneo de los Campanelli, Contigo y Aquí, Seguro de Castidad, Yo tengo fe, entre otras.
En televisión alcanzó un nivel de gran popularidad al integrar en la década de 1960 el elenco de la popular comedia Los Campanelli (que fue llevado al cine en dos oportunidades), y luego junto a la actriz y vedette Susana Brunetti el programa Gorosito y señora en 1973.
En teatro trabajó como autor, actor y humorista. Actuó en comedias como El champagne las pone mimosas, Los años locos del Tabarís, Hola mami, hola señor, Money Money, Vedettísima, Que noche de casamiento, Increíblemente juntos, Fantástica, Yo amo Carlos Paz, La argolla en la nariz, etc. Formó una importante dupla cómica junto a Alberto Anchart haciendo varias giras por el exterior del país como España.[cita requerida] Acompañó a los primeros grandes capocómicos del país, entre ellos, José Marrone (al que consideraba como el mejor humorista), Adolfo Stray, Don Pelele, Javier Portales, Jorge Porcel y Alberto Olmedo.
Fue autor de grandes obras teatrales mayormente del género de la comedia. Muchos de sus espectáculos fueron éxitos en la famosa Avenida Corrientes de la Ciudad de Buenos Aires, Mar del Plata (Prov. de Buenos Aires) y Carlos Paz (Prov. de Córdoba).
La Asociación Argentina de Actores, junto con el Senado de la Nación, le entregó el Premio Podestá a la Trayectoria Honorable en 1999.
En lo que refiere a su vida íntima siempre estuvo relacionada con polémicas y controversias públicas. Su primera pareja fue María Isabel Andina, con quien tuvo a su hijo mayor Mariano. Después se casó con la actriz y vedette Thelma del Río (1926-1998),[cita requerida] de la que se separa al mantener un romance secreto con otra vedette, Silvia Pérez,[cita requerida] con quien tuvo a su única hija mujer, Julieta. Cuando a Santiago le detectan cáncer por primera vez, Pérez termina con él y es Thelma quien lo cuidó, y lo llevó a su casa, dedicando su tiempo en acompañarlo en su tratamiento y recuperación. Por aquellos momentos Bal decía que "Había vuelto a su verdadero amor", pero terminó siéndole nuevamente infiel en 1986, con otra popular actriz y exvedette, Carmen Barbieri,[cita requerida] con quien se casó por segunda vez y tuvo en 1989 a su tercer hijo Federico.
Sus reiterados problemas de salud fueron otro motivo de noticias. Sufrió muchas intervenciones quirúrgicas, entre ellas, la de 1987 donde se sometió a una cirugía por pólipos en el intestino grueso. A lo largo de las últimas décadas tuvo tres recidivas de un cáncer: El primero lo combatió a mediados de los años 1970, luego en la década de 1980 y en los 2000. En junio de 2014 lo internaron en el Instituto Médico de Alta Complejidad en Buenos Aires, por un grave cuadro de infección urinaria, bronquitis y enfisema pulmonar debido a su tabaquismo crónico (fue fumador hasta los 60 años), por lo que debieron inducirlo a un coma farmacológico.
Falleció el 9 de diciembre de 2019 en la ciudad de Buenos Aires.

## Teatro

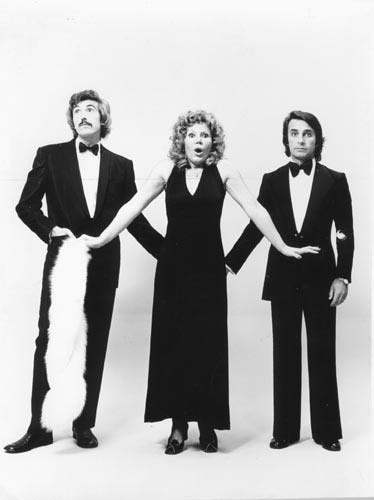
Rolo Puente, Thelma del Río y Santiago Bal en Tocata y fuga de Bal de 1974.

- Un dúo inolvidable (actor) junto a Norman Erlich.
- Hola, mami, hola, señor (actor) (Teatro Premier - Buenos Aires) y (Teatro Atlas - Mar del Plata)
- El champagne las pone mimosas (actor) (Teatro Regina - Buenos Aires)
- La revista esta que arde (actor y guionista) (Teatro Maipo - Buenos Aires)
- La quinta de Colombo (actor y autor) (Teatro Premier - Buenos Aires)
- Yo amo Carlos Paz (actor y autor) (Teatro Bar)
- Rating corazón (actor y autor)
- Violetas y trompetas (actor y autor), estrenada en San Telmo en 1980.
- Tocata y fuga de Bal  (actor y autor)
- Los años locos del Tabarís (actor) (Teatro Tabarís - Buenos Aires)
- Increíblemente juntos (actor) (Teatro Maipo) y temporada en Mar del Plata.
- Que noche de casamiento (actor) (Teatro Metropolitan - Buenos Aires)
- Colitas Pintadas (actor) (Teatro El Nacional - Buenos Aires)
- La argolla en la nariz (actor) (Teatro El Nacional - Buenos Aires) y (Teatro Lido - Mar del Plata)
- Money, Money (actor) (Multiteatro - Buenos Aires y Mar del Plata)
- Vedettísima (actor, director y autor) (Teatro Liceo - Buenos Aires) y (Teatro Atlas - Mar del Plata)
- Fantástica (actor, director y autor) (Teatro Atlas - Mar del Plata)
- Bravisima (actor, director y autor) (Teatro Metropolitan - Buenos Aires) y (Teatro Atlas - Mar del Plata)
- Barbierisima (director y autor) (Teatro Atlas - Mar del Plata)
- Circo Rodas  (Mar del Plata) - participación con un monólogo.
- ¡La vuelta al Mundo en elefante! (actor), junto a Alfredo Barbieri y Rafael Carret.
- ¿Qué nos sucede, vida? (actor) (Teatro Ateneo), de Hugo Sofovich.
- Cuatro rubias... son demasiado (actor)
- La zapatera prodigiosa de Garcia Lorca, junto a Jorge Luz.
- Oi vei, Sofía, junto a Max Berliner.
- Noche de astros (Carlos Paz)
- Noches de champagne (Carlos Paz)
- Se vino el 2000 (actor)
- Trampa para Tramposos (Las Grutas) (actor y autor)
- Especialista en señoras junto a: Nino Dolce, Rocío Marengo, Valeria Degenaro, Pamela Pombo y Magalí Mora. (2016).
- La Gran Revista de Mar del Plata junto a Carmen Barbieri y gran elenco.

(No se detalla el año de estreno de los espectáculos, solo los títulos de las obras.)

## Filmografía
- (1968) La casa de Madame Lulú
- (1968) Chúmbale

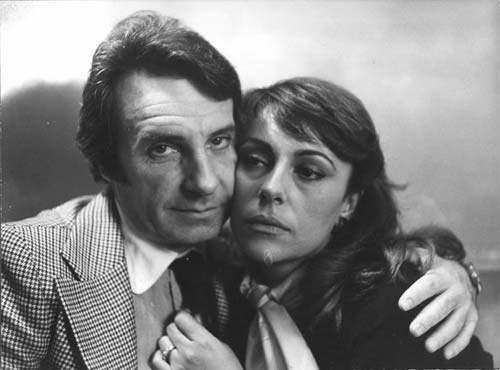
Junto a Alicia Bruzzo en El bromista de 1981.

- (1971) El caradura y la millonaria
- (1971) El veraneo de los Campanelli
- (1972) Estoy hecho un demonio
- (1972) He nacido en la ribera
- (1973) Las píldoras
- (1973) Este loco... loco Buenos Aires
- (1974) Contigo y aquí
- (1974) Seguro de castidad
- (1974) Yo tengo fe
- (1976) La guerra de los sostenes
- (1978) Yo también tengo fiaca!
- (1980) Locos por la música
- (1980) Los hijos de López
- (1981) El bromista
- (1981) ¿Los piolas no se casan?
- (1983) Un loco en acción
- (1984) A la flauta!!
- (1986) Las colegialas
- (2020) Rumbo al mar

## Televisión
- (1965-1974) La tuerca (actor)
- (1969) Los Campanelli (actor)
- (1970) Tropicana Club (actor)
- (1972) El pastito (actor)
- (1973) Corrientes y Marrone (actor)
- (1973) Gorosito y señora (actor)
- (1980) María, María y María (actor)
- (1981) Comedias para vivír (actor)
- (1981) Tango y goles (animador)
- (1982) La comedia del domingo (actor)
- (1982) Como en el teatro (actor)
- (1982)  El ciclo de Guillermo Bredeston y Nora Cárpena (actor)
- (1984) Mesa de Noticias (actor)
- (1986) García ama a Garzía (actor)
- (1989) La bonita pagina (actor)
- (1990) El Trompa (actor)
- (1990) Vale, vale (actor)
- (1991) Las mellizas Rivarola (actor)
- (1991) Operación Ja-Já (actor)
- (1992) Voy a pagar la luz (actor)
- (1993) ¡Dale Loly! (actor)
- (1994) La revista del Domingo (actor y coautor)
- (1996) Como Pan Caliente (actor)
- (1996) Mi familia es un dibujo (actor)
- (1998) Socios y más (actor)
- (1999) Muñeca Brava (actor)
- (2000) Ilusiones compartidas (actor)
- (2002-2003) Los simuladores (actor)
- (2002) Un aplauso para el asador (actor)
- (2003) Resistiré (actor)
- (2012) El hombre de tu vida (actor)
- (2012) Concubinos (participación especial "El psicólogo")
- (2013) La Peluquería de Don Mateo (programa cómico, con producción de Gerardo Sofovich)[5]
- (2016) Hoy ganás vos (Jurado invitado)
- (2016) Showmatch (participación especial en ritmo libre acompañando a Fede Bal y Laura Fernández)